# Вальдемар Прусський (1889—1945)
Вальдемар Вільгельм Людвіг Фрідріх Віктор Генріх Прусський (нім. Waldemar Wilhelm Ludwig Friedrich Viktor Heinrich von Preußen; 20 березня 1889, Кіль — 2 травня 1945, Тутцинг) — принц Прусський. Старший син принца Генріха Прусського і його дружини Ірени Гессенської і Рейнської.

## Біографія
Після закінчення Кільської гімназії вивчав право в Університеті імператора Вільгельма, з травня 1910 року — в Університеті Крістіана Альберта. В 1912—1914 роках був стажером у Ганновері. З 10 вересня 1913 року — гауптман 1-го гвардійського полку, одночасно капітан-лейтенант кайзерліхмаріне. Під час Першої світової війни — командир Імператорського автомобільного корпусу. Після війни залишив службу в званні майора кавалерії і корветтен-капітана.
14 серпня 1919 принц Вальдемар одружився з принцесою Калікстою Ліппе-Бістерфельдською (1895—1982).
В 1919—1921 роках працював в уряді Шлезвіг-Гольштейну, потмі — у різних банках. З 1923 року — член декількох братств Кільського університету. З 1926 року керував батьківським маєтком Геммельмарк, з 1942 року — успадкованим маєтком у Каменці.
Принц Вальдемар, як і його двоюрідний брат російський царевич Олексій, дядько, принц Фрідріх Гессенський і Рейнський і молодший брат Генріх були гемофіліками. Він і його дружина залишили свій палац в Каменці через наближення радянських військ, що підходили до Каменця. Він помер в клініці в Тутцингу, в Баварії, де Вальдемар зміг отримати останнє переливання крові, через відсутність засобів для переливання крові. Американська армія захопила область через добу, 1 травня 1945 року, і забрала всі медичні засоби для лікування в'язнів концтаборів. Принц Вальдемар помер наступного дня.

## Родина
Дружина — Калікста Ліппе-Бістерфельдська (1895—1982).
Діти: не було

## Нагороди

### Прусське королівство
- Орден Чорного орла з ланцюгом
- Орден Червоного орла, великий хрест з короною
- Орден Корони 1-го класу
- Королівський орден дому Гогенцоллернів, великий командорський хрест
- Князівський орден дому Гогенцоллернів, почесний хрест 1-го класу
- Залізний хрест 2-го класу

### Велике герцогство Баденське
- Орден Вірності (1909)
- Орден Бертольда I, великий хрест (1909)

### Інші держави
- Орден Людвіга, великий хрест (Велике герцогство Гессенське)
- Орден Рутової корони (Саксонське королівство)
- Орден Вюртемберзької корони, великий хрест
- Орден хризантеми з ланцюгом (Японська імперія, 6 травня 1912)
- Орден «Святий Олександр», великий хрест з мечами (Болгарське царство; 1916)
- Почесний хрест ветерана війни з мечами (Третій Рейх)

## Галерея

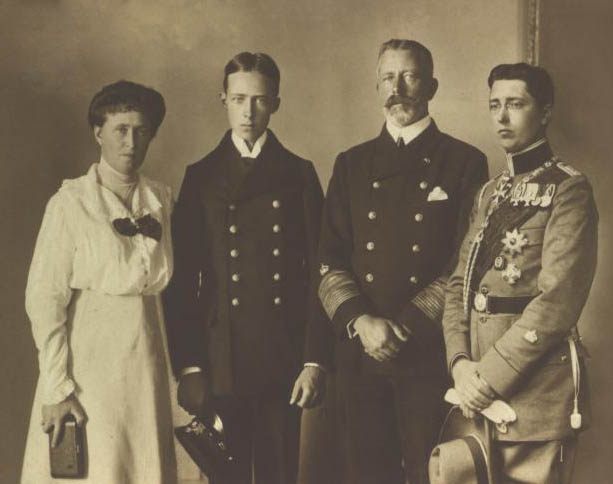
Принц Вальдемар (крайній праворуч) з батьками і молодшим братом Сигізмундом.
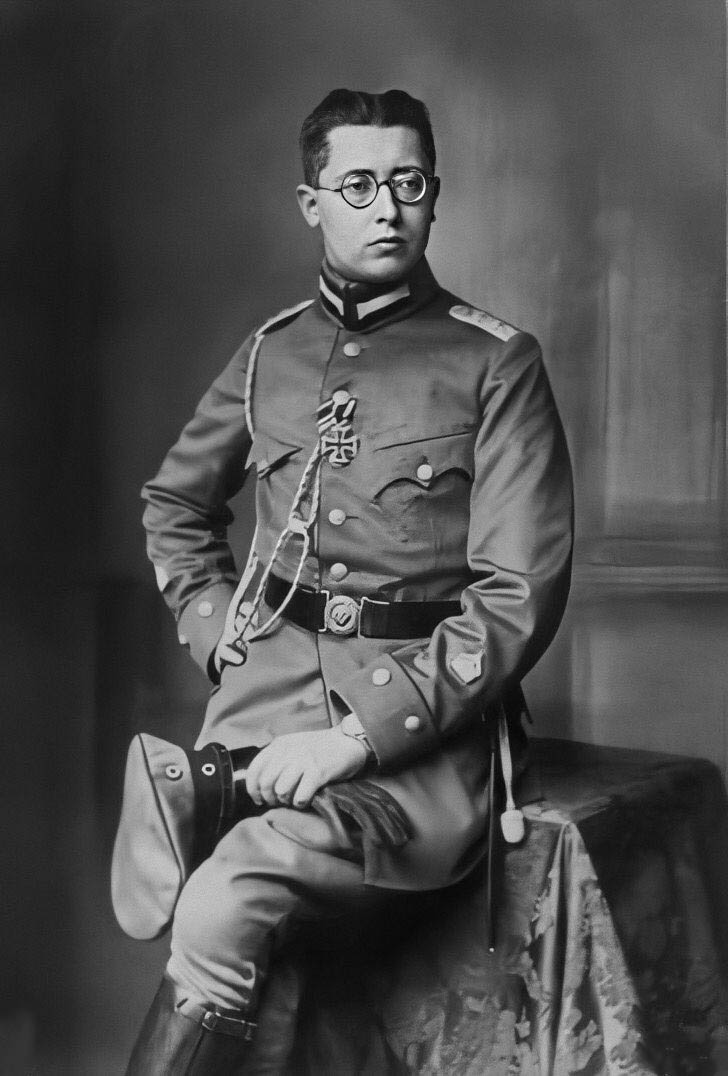
Принц Вальдемар під час Першої світової війни.